# Jag, Ljung och Medardus
Jag, Ljung och Medardus är en roman av den svenske författaren Hjalmar Bergman från 1923.

## Handling
Boken är en bred skildring av Wadköping sedd ur några ungdomars synvinkel. Ett drama där dråpliga och tragiska scener varieras men där även sentimentalt romantiska inslag förekommer.